# لاسلو بودروگی
لاسلو بودروگی (مجاری: László Bodrogi؛ زادهٔ ۱۱ دسامبر ۱۹۷۶) دوچرخه‌سوار اهل مجارستان است.
از باشگاه‌هایی که در آن رکاب زده‌است می‌توان به تیم دوچرخه‌سواری ماپی، تیم کوئیک‌استپ فلورز، تیم دوچرخه‌سواری کردیت اگریکول، تیم کاتیوشا–آلپتسین و تیم دوچرخه‌سواری نووو نوردیسک اشاره کرد.
او در مسابقات کشوری و بین‌المللی در مجموع برندهٔ ۱ مدال نقره، ۱ مدال برنز شده‌است.